# Клемент, Джек
«Ковбой» Джек Клемент (англ. «Cowboy» Jack Clement), полное имя Джек Хендерсон Клемент (англ. Jack Henderson Clement; род. 5 апреля 1931, Уайтхейвен, Теннесси — 8 августа 2013, Нэшвилл, Теннесси) — американский музыкальный продюсер, автор песен и предприниматель. Известен прежде всего деятельностью в кантри-индустрии, а также работой с рядом рок-н-ролльных артистов на лейбле Sun Records в начале карьеры.
В качестве звукоинженера или продюсера работал с такими исполнителями как Рой Орбисон, Джерри Ли Льюис, Элвис Пресли, Карл Перкинс, Джонни Кэш, Чарли Прайд, Уэйлон Дженнингс, Таунс Ван Зандт, Джон Хартфорд, Мак Уайзман, Док Уотсон, Хэнк Уильямс — младший. Параллельно сочинял песни, которые среди прочих записывали Кэш, Льюис, Прайд, Джордж Джонс, Хэнк Сноу, Бобби Бэр, Кристал Гейл, Долли Партон и Портер Вагонер.
Является основателем нэшвиллских студий звукозаписи Jack Clement Recording Studios (ныне Sound Emporium Studios), Jack’s Tracks (ныне Allentown Studios) и The Cowboy Arms Hotel and Recording Spa, в которых начиная с конца 1960-х годов записывались Сонни Джеймс, Текс Риттер, Мерл Хаггард, Рэй Стивенс, Ванда Джексон, Микки Ньюберри, Кэш, Ван Зандт, Элисон Краусс, Нэнси Гриффит, Хартфорд и другие исполнители. Клемент также известен как создатель и владелец музыкального издательства Jack Music и лейбла JMI Records, запустившего карьеру Дона Уильямса.
За годы работы Клемент превратился в одну из наиболее влиятельных и уважаемых фигур в кантри-индустрии, был видным поборником движения аутло-кантри и ментором для таких продюсеров и звукоинженеров как Аллен Рейнолдс, Гарт Фандис, Дэйв Фергюсон и Джим Руни, прославившись также своим эксцентричным образом и смелыми продюсерскими решениями (в частности, взявшись в 1960-е годы продюсировать Прайда, ставшего в итоге первой афроамериканской суперзвездой музыки кантри). Посвящён в Зал славы авторов песен Нэшвилла (1973) и Зал славы кантри (2013).

## Биография

### Военная служба, первые группы и опыт продюсирования
Клемент родился 5 апреля 1931 года в Уайтхейвен — межселенной территории в штате Теннесси, расположенной к югу от Мемфиса и включавшей среди прочего шоссе № 61, известное также как «Шоссе блюза». В этом регионе он с детства впитал различные музыкальные влияния, в том числе блюз, кантри и госпел. Подростком стал играть на музыкальных инструментах, освоив в итоге гитару, стил-гитару, добро, укулеле и бас-гитару. С 1948 по 1952 год Клемент служил в Корпусе морской пехоты США; последние два года — в роте почётного караула, расквартированной в Вашингтоне. «У меня осталась фото, на котором я стою на ступенях Капитолия рядом с королевой Елизаветой II. Но тогда она была ещё принцессой», — вспоминал Клемент службу. В этот же период он сформировал свою первую группу, с которой исполнял блюграсс. Коллектив назывался Tennessee Troupers и, помимо Клемента, включал Скотти и Джимми Стоунманов, а также База Басби. Там же в Вашингтоне, по словам Клемента, он сочинил свою первую песню — «Automatic Woman». За неё он получил похвалы от сослуживцев, что мотивировало его продолжать сочинять. Владея гитарой на уровне выше среднего, он попутно стал периодически играть с тогда ещё начинающим, но перспективными исполнителям Роем Кларком и Джимми Дином.
Окончив службу, Клемент продолжил играть блюграсс по всему Восточному побережью, став участником группы под названием Buzz and Jack & the Bayou Boys. Коллектив среди прочего выступал с комедийными номерами в кантри-радиопередаче Wheeling Jamboree в Западной Вирджинии, а затем благодаря менеджеру Хокшоу Хокинса получили регулярную и хорошо оплачиваемую работу в аналогичной программе Hayloft Jamboree в Бостоне. В 1954 году Клемент вернулся в Мемфис и поступил в Государственный университет Мемфиса на основании закона G.I. Bill. В вузе он изучал английский язык и литературу, посещал курсы по нутрициологии, электричеству, физике и тригонометрии. Также он подрабатывал инструктором по танцам в студии Артура Сюррея, руководил биг-бэндом и выступал с кантри-группой, вокалистом которой был Билли Ли Райли. Будучи высокого мнения о пении Райли и имея магнитофон Magnacorder, Клемент помог певцу сделать записи для его сольного сингла, использовав для этого небольшое помещение на радиостанции WMPS. Так состоялся его дебют в качестве продюсера. Поучившиеся в результате треки «Trouble Bound» и «Rock with Me Baby» планировалось издать на собственном лейбле Клемента и его друга Слима Уоллеса, Fernwood Records, однако мастеринг записей доверили студии при Sun Records. Там песни услышал Сэм Филлипс и в итоге выпустил сингл Райли на Sun Records, а Клемента нанял на лейбл продюсером, звукоинженером и помощником.

### Работа на Sun Records и с RCA Victor, студия в Техасе, «Ring of Fire»
На Sun Records Клемент начал работать c 1956 года. Одной из первых порученных ему задач стала запись 21-летнего Роя Орбисона. В декабре того же года Клемент работал звукоинженером в ходе импровизированных джем-сессий Джерри Ли Льюиса, Карла Перкинса и Элвиса Пресли, получивших название Million Dollar Quartet. В следующие годы он сыграл значимую роль в запуске карьер Льюиса и Перкинса, а также Джонни Кэша. При этом Клемент не только занимался записью таких классических песен Льюиса как «Great Balls of Fire», «Whole Lotta Shakin’ Goin’ On» и «Breathless» или ряда фирменных песен Кэша, но и сочинил для артистов несколько хитов (в том числе «It’ll Be Me» для Льюиса и «Guess Things Happen That Way» и «Ballad of a Teenage Queen» для Кэша). В 1959 году Филлипс уволил Клемента с Sun Records по не названным публично причинам (в 1994 году Филлипс, сказав, что не хочет вдаваться в детали, объяснил, что поступил так, как считал правильным и должным на тот момент, а Клемент был и остаётся одним из его ближайших друзей). Сам Клемент называл причиной своего увольнения недопонимание.
Покинув Sun Records, Клемент основал собственный лейбл Summer Records, прекративший однако существование уже к концу 1959 года, а также музыкальное издательство Jack Music. Оставаясь в Мемфисе, он в 1960 году некоторое время работал на местной студии Echo Studios вместе с Алленом Рейнолдсом и Дики Ли. Последние двое оставались его друзьями и соратниками на протяжении всей дальнейшем жизни. Позднее в том же году Клемент переехал в Нэшвилл, где работал на Чета Аткинса в качестве продюсера и автора песен на студии при лейбле RCA Victor. Так Клемент стал одним из первых независимых продюсеров в Нэшвилле, начавших продюсировать исполнителей для мейджор-лейблов. В это время он среди прочего продюсировал для RCA записи пианистки Дел Вуд, написал песню «I Know One» для Джима Ривза и композицию «Milller’s Cave», впоследствии наиболее известную в версии Бобби Бэра.
После короткой работы с Аткинсом Клемент перебрался в Бомонт, штат Техас, где вместе с продюсером Биллом Холлом открыл студию Gulf Coast Recording Studios. Среди выпущенных в этот период под началом Клемента кантри-хитов был сингл «Patches» 1961 года в исполнении Дики Ли. Кроме того, по совету Клемента Джордж Джонс записал сочинённую Ли песню «She Thinks I Still Care», возглавившую в 1962 году в интерпретации Джонса чарт Hot Country Songs. В том же году сочинённая Клементом композиция «A Girl I Used to Know» в прочтении Джонса достигла строчки № 3. В Техасе Клемент продюсировал также записи Муна Малликана, Клиффа Брунера и Рода Бернарда. Помимо студии, Клемент и Холл основали в 1961 году совместное музыкальное издательство Hall-Clement Publishing, заключив, в частности, контракты с Джерри Фостером и Биллом Райсом, ставшими впоследствии значимым тандемом авторов песен.
Одним из самых известных проектов, над которыми работал Клемент в то время, был трек Кэша «Ring of Fire». Певец хотел освежить своё звучание, добавив в композицию духовые на манер марьячи и для этого пригласил находившегося в Бомонте Клемента в Нэшвилл, где тот подсказал, какие именно ноты стоит исполнить на трубах. Так во вступлении и проигрышах к песне появились духовые в мексиканском стиле, обеспечившие номеру его фирменную атмосферу и оригинальный хук. Трек стал кроссовером, оживившим буксовавшую тогда карьеру Кэша. «Я знал, что он единственный, кто представляет, как может сработать „Ring of Fire“. Не было никакого смысла обсуждать это с кем-то ещё», — вспоминал артист почему обратился именно к Клементу.

### Переезд в Нэшвилл: студии, издательства, Чарли Прайд и Дон Уильямс
В 1965 году Клемент переехал из Бомонта обратно в Нэшвилл, где начал долгое сотрудничество с Чарли Прайдом, профинансировав его демо-сессии и отдав записи Аткинсу, который в результате подписал певца на лейбл RCA. Вскоре Прайд дебютировал в Топ-10 с песнями «Just Between You and Me» и «I Know One» (обе авторства Клемента). Певец стал первой афроамериканской суперзвездой музыки кантри и за следующие шесть с половиной лет выпустил под началом Клемента 20 альбомов. «Чарли повезло, что он встретил „Ковбоя“ Джека Клемента. Клемент всегда шёл собственным путём, и они были созданы друг для друга. Если какому-то продюсеру и стоило взять чёрного паренька, то это был Джек. Потому что Джеку нравилось быть не таким как все, и он не боялся ничего», — говорил кантри-диск-жокей и ведущий Ральф Эмери. Сам Клемент объяснял, что музыка кантри в то время немного «залежалась» и ей требовался «пинок под зад».
Как продюсер, аранжировщик и автор песен Клемент с середины 1960-х и до 1970-х годов повлиял на карьеры многих других артистов. Помимо Прайда на RCA и Кэша на Columbia Records, он продюсировал для MGM Records записи Хэнка Уильямса — младшего, Бена Колдера (Шеба Вули), семейной группы The Stonemans, с членами которой познакомился в период военной службы, и Tompall & the Glasers Brothers. Также он продюсировал исполнителей для Monument Records, Mercury Records, Little Darlin' и Smash Records. Среди его продюсерских работ в этот период были альбомы Our Mother the Mountain (1969) Таунса Ван Зандта, Two Days In November Дока Уотсона и Dreaming My Dreams (1975) Уэйлона Дженнингса. Как автор песен Клемент среди прочего написал несколько комедийных номеров для лонгплея Кэша Everybody Loves a Nut (1966), два из которых — заглавный и «The One on the Right Is on the Left» — стали кантри-хитами.
В декабре 1969 года Клемент в сотрудничестве со звукоинженером Чарли Таллентом открыл в Нэшвилле собственную студию — Jack Clement Recording Studio. Первым артистами, которые провели в ней свои рекорд-сессии стал дуэт Ian & Sylvia. К апрелю 1970 года среди тех, кто записался в студии Клемента, были также Сонни Джеймс, Текс Риттер, Рэй Стивенс, Викки Карр и Pozo-Seco Singers. В том же году Клемент оборудовал ещё одну студию в прилегающем здании — она получила условное название Studio B, тогда как оригинальная стала именоваться Studio A. Всего за 1970 год в Jack Clement Recording Studios состоялось 1200 сессий. В дальнейшем в студиях Клемента записывались такие исполнители как Мерл Хаггард, Рэй Стивенс, Ванда Джексон, Микки Ньюберри, Дон Уильямс и многие другие. К 1974 году Клемент организовал свою третью по счёту нэшвиллскую студию, получившую название Jack’s Tracks.
В 1971 году Клемент в дополнение к студиями и издательству создал лейбл JMI Records. Лейбл помог запустить карьеры нескольким артистам, самым успешным из которых оказался Дон Уильямс. Его сингл «Don’t You Believe» в 1972 году стал первым кантри-релизом JMI, работавшего сначала с более экспериментальной и современной музыкой. Клемента впечатлил тёплый баритон певца, равно как его сочинительские навыки, и в 1973 году он убедил его переехать из Техаса в Нэшвилл. На JMI у Уильямса вышли альбомы Don Williams Volume One (1973) и Don Williams Volume Two (1974), включавшие хиты Топ-20 «The Shelter of Your Eyes» и «Come Early Morning», а также хит Топ-10 «We Should Be Together». В 1974 году Уильямс перешёл на ABC/Dot, что стало для JMI сильным ударом, и в том же году лейбл свернул деятельность (четыре года спустя Клемент возродил его, издав на нём сингл Стони Эдвардса «If I Had It to Do All Over»).
Издательская группа Клемента Jack Music к 1973 году включала несколько импринтов (Jack Music, Silver Dollar Music, Gold Dust Music, Jando Music), а штатными авторами песен в ней являлись Уильямс, Дики Ли, Боб Макдилл, Уэйлад Холифилд, Джим Рашинг и Аллен Рейнолдс. При этом Клемент использовал необычную для индустрии того времени практику: авторы работали в офисе, стандартный рабочий день и плюс к привычным роялти получали зарплату, а также, помимо сочинительства, выполняли другие, индивидуальные для каждого, обязанности в диапазоне от управления контрольной комнатой, обслуживания студии и ассистирования звукоинженеру до руководства A&R-направлением лейбла JMI и многочисленных поручений Клемента внутри и за пределами офиса. В этот период такие разные артисты как Тэмми Уайнетт, Эрик Клэптон, Перри Комо и Элвис Пресли записывали материал из обширного издательского каталога Jack Music.

### Кинобизнес, продажа студий, сольные альбомы
Став важной силой в музыке кантри, Клемент в начале 1970-х годов решил попробовать себя в роли кинопродюсера. Его первым проектом стал фильм ужасов Dear, Dead Delilah (1972) по сценарию его друга Джона Фэрриса. При этом Клемент не стал привлекать стороннее финансирование и оплатил производство картины сам, вложив в него большую часть своих сбережений. Лента в прокате провалилась, и в итоге материальное положение Клемента пошатнулось настолько, что он лишился ряда предприятий в рекорд-индустрии (в этот же период закончилось его сотрудничество с Прайдом). В 1974 году Клемент продал Jack Clement Recording Studios Ларри Батлеру и Элу Миффлину (через несколько лет она была переименована в Sound Emporium). Спустя два года другую студию Клемента, Jack’s Tracks, выкупил Рейнолдс. Клемент же организовал новую студию — The Cowboy Arms Hotel and Recording Spa — у себя дома. Она стала первой домашней студией профессионального уровня в Нэшвилле и в последующие годы записывала таких артистов как Кэш, Ван Зандт, Элисон Краусс, Нэнси Гриффит и Джон Хартфорд.
Обладая приятным баритоном, напоминавшим голоса поп-крунеров прошлого, Клемент параллельно основной деятельности выпустил на различных лейблах, включая Sun, RCA и JMI, ряд синглов как исполнитель, но без заметного успеха. В 1978 году на Elektra Records появился его сольный альбом All I Want to Do in Life, три сингла с которого — «We Must Believe in Magic» / «When I Dream» и «All I Want to Do in Life» / «lt’ll Be Her» — вошли в Топ-90 Hot Country Songs. При этом представленная на пластинке Клемента песня «When I Dream» на следующий год достигла строчки № 3 в интерпретации Кристал Гейл. За два года до выхода собственного лонгплея Клемент с целью развития своей артистической карьеры сформировал группу Cowboy Ragtime, в которой являлся вокалистом, а также играл на гитаре и мандолине. В процессе записи альбома Клемент также нашёл нового друга и коллегу в лице гитариста Джима Руни, который в начале 1980-х годов стал частью продюсерской команды студии The Cowboy Arms Hotel and Recording Spa, где в том числе выступал сопродюсером дисков Джона Прайна и Нэнси Гриффт.
Сам Клемент в 1980-е годы среди прочего продюсировал записи Джонни Кэша, а также несколько треков для лонгплея Rattle and Hum (1988) ирландской группы U2, отдававшего дань уважения american roots music. В 1990-е, не испытывая симпатий к утвердившейся в тот период в мейнстриме кантри стилистике, он был крайне избирателен в части проектов для продюсирования. Вместе с тем Клемент по-прежнему управлял собственной студией, записывая различных артистов, среди которых была, например, только начинавшая карьеру Айрис Демент. Продолжая в дальнейшем работать как исполнитель, автор песен, владелец студии, продюсер и кинопроизводитель, Клемент выпустил свой очередной сольный альбом под названием Guess Things Happen That Way (2004), фильм Cowboy Jack’s Home Movies, ставший в 2005 году лучшей документальной картиной в рамках Нэшвиллского кинофестиваля, а затем документальный DVD Shakespeare Was a Big George Jones Fan (2007). В этот период он также вёл собственную радиопередачу The Cowboy Jack Clement Show на канале Outlaw Country в спутниковой сети Sirius XM.

### Пожар в студии, трибьют, смерть и последний альбом
В июне 2011 года в доме Клемента случался пожар. Сам он со своей компаньонкой, домашними животными и ценной для него гитарой Gibson SJ-200, которой он владел около 60 лет, успел эвакуироваться и не пострадал, однако огнём вместе со студией The Cowboy Arms Hotel and Recording Spa было уничтожено множество других музыкальных инструментов, студийного оборудования, сотни демозаписей и незавершённые сессии нэшвиллских авторов-исполнителей. Сгоревшее здание было восстановлено в течение года, новую студию для Клемента спроектировал один из его друзей и протеже — звукоинженер и продюсер Марк Ховард. В 2012 году созданная Клементом в 1970-е студия Jack’s Tracks была переименована в Allentown Studios — купивший её двумя годами ранее певец Гарт Брукс назвал студию в честь своего продюсера и ментора Аллена Рейнолдса; на церемонии переименования присутствовал и Клемент.
В январе 2013 года состоялся трибьют-концерт Honoring a Legend: A Tribute to Cowboy Jack Clement. Среди тех, кто чествовал Клемента выступлениями либо присланными на мероприятие письмами и видеороликами были Джон Прайн, Джон Хайатт, Джон Си Райли, Крис Кристофферсон, Мишель Обама, Билл Клинтон, Винс Гилл, Боно, Дэн Ауэрбах, Чарли Прайд, Эммилу Харрис и Тейлор Свифт. В апреле CMA объявила о предстоящем посвящении Клемента в Зал славы кантри. Медальонная церемония прошла в октябре, но без Клемента, умершего 8 августа в Нэшвилле в возрасте 82 лет от рака печени. Уже после смерти Клемента вышел его третий сольный альбом — For Once and For All (2014). Студия The Cowboy Arms Hotel and Recording Spa сначала была продана семьёй Клемента одному из музыкальных издательств, но позже выкуплена обратно и с тех пор управляется сыном двоюродного брата Клемента — Бобом Клементом.

## Образ и значение

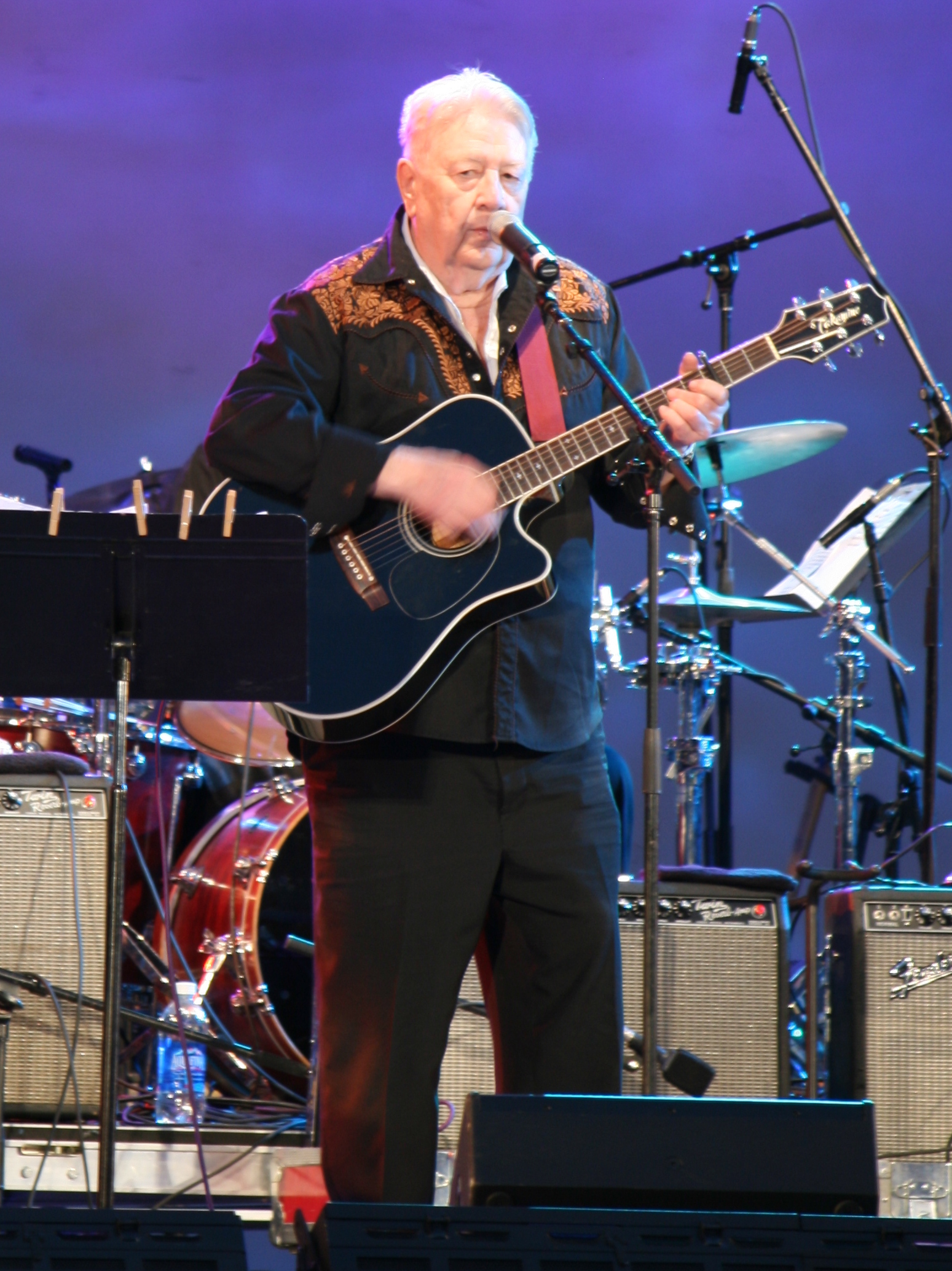
Клемент на фестивале Lincoln Center Out of Doors, Нью-Йорк, 2011 г.

Редактор журнала Country Music Боб Аллен описал Клемента как одного из самых влиятельных, эксцентричных и «трудночитаемых» продюсеров в истории музыки кантри, за годы достигшего множества разнообразных и больших коммерческих высот, даже несмотря на то, что зачастую отодвигал коммерческие соображения на второй план в угоду своим безудержным артистическим и творческим прихотям. При этом, по оценке журналиста, удивительное профессиональное резюме Клемента — как продюсера, автора песен, музыкального издателя, главы лейбла и периодически исполнителя — вряд ли может отразить его истинное влияние. Всегда многословный, богатый на афоризмы, но доводящий до бешенства своей загадочностью, Клемент, согласно Аллену, с годами стал одним из самых любимых нэшвиллских «архи-эксцентриков», который благодаря своей абсолютной преданности до некоторой степени антикварной идее создания музыки во имя музыки, всегда умел вдохновлять даже тех артистов, с которыми напрямую не работал.
Кантри-музыковед Чарльз Вульф обозначил Клемента как одного из светил аутло-кантри, чьи «легитимные» кантри-достижения (открытие и продюсирование Чарли Прайда, бесчисленные продюсерские работы и плеяда сочинённых хитов) компенсировали манеры и образ жизни Клемента, выглядевшие для большей части музыкальной индустрии Нэшвилла весьма странными. Хотя Клемент, согласно Вульфу, вероятно, чувствовал бы себя комфортнее как продюсер в театре Олд Вик, нежели в Нэшвилле 1960-х годов, он не отступал от своего, строя студии и вовлекая своих протеже (среди них Аллен Рейнолдс и Гарт Фандис) в собственную школу бескомпромиссно высококачественного кантри-продюсирования. Упорная приверженность Клемента классическому сочетанию мелодии и ритма и его философия «органичной» звукозаписи, по словам музыковеда, стали трендом в аутло-кантри, а протеже Клемента затем внедрили эти подходы в кантри-мейнстрим. При этом, по наблюдению Вульфа, роль Клемента как человека обеспечивавшего студийную экспертизу и убежище представителям аутло-кантри, сохранилась и в 1990-е годы, когда в The Cowboy Arms Hotel and Recording Spa всегда можно было встретить артистов, авторов песен, журналистов, редакторов и прочие персоналии из числа сторонников «альтернативных» взглядов на музыку кантри.
Зал славы и музей кантри описал Клемента как одну из наиболее уважаемых и влиятельных фигур в кантри-индустрии, добившуюся успеха не только как автор песен, но и студийный звукоинженер, продюсер, владелец рекорд-студий, музыкальный издатель и артист. Музыкальный журналист Питер Купер в статье для журнала Mix выделил Клемента как фигуру, открывшую Прайда и Дона Уильямса, спродюсировавшую величайший, как считают многие, аутло-кантри-альбом — Dreaming My Dreams (1975) Уэйлона Дженнингса — и повлиявшую на таких продюсеров и звукоинженеров более молодого поколения, как Рейнолдс, Фандис, Дэйв Фергюсон и Джим Руни. После смерти Клемента в статье для газет USA Today / The Tennessean Купер охарактеризовал его как человека, который, представив широкой публике Прайда, десегригировал музыку кантри. В свою очередь музыкальный критик газеты Los Angeles Times Рэнди Льюис, также в материале по случаю кончины Клемента, назвал его «вероятно, самой важной фигурой в музыке кантри, о которой большинство поклонников не знают».
Кличку Ковбой Клемент по одной версии получил в 1950-е годы, когда был студентом в Мемфисе, за то, что играл в ансамбле на стил-гитаре. По другой она также появилась в Мемфисе, но в 1960 году, когда Клемент, Рейнолдс и Дики Ли сделали в местной Echo Studios шуточную запись для своего друга, на которой называли друг друга ковбоями. Несмотря на прозвище, Клемент не любил лошадей, а из одежды и обуви предпочитал кроссовки и гавайские рубашки. Свою карьеру и подход к работе он описывал так: «Я всю свою взрослую жизнь занимался музыкальным бездельем. Создание музыки всегда было моим хобби, им и остаётся. Я всегда говорил, что наш бизнес развлекательный и если мы не развлекаемся, значит, мы не делаем свою работу».

## Личная жизнь
Клемент был женат трижды: дважды на Дорис Клемент (оба раза разведён; двое детей — Найлз и Эллисон), а также на Шэрон Джонсон (разведён). Последняя приходилась сестрой Джесси Колтер и свояченицей Уэйлону Дженнингсу. На протяжении многих лет другом Клемента являлся политик из штата Джорджия Зелл Миллер, вместе с которым он среди прочего сочинил несколько шуточных песен, включая «Talking Pickup Truck Blues», написанную в поддержку инициатив Миллера по увеличению норм расхода топлива для автомобилей-пикапов.

## Награды и номинации

### BMI Country Awards
Награда компании BMI авторам и издателям наиболее ротируемых кантри-песен года. Клемент номинировался как автор.

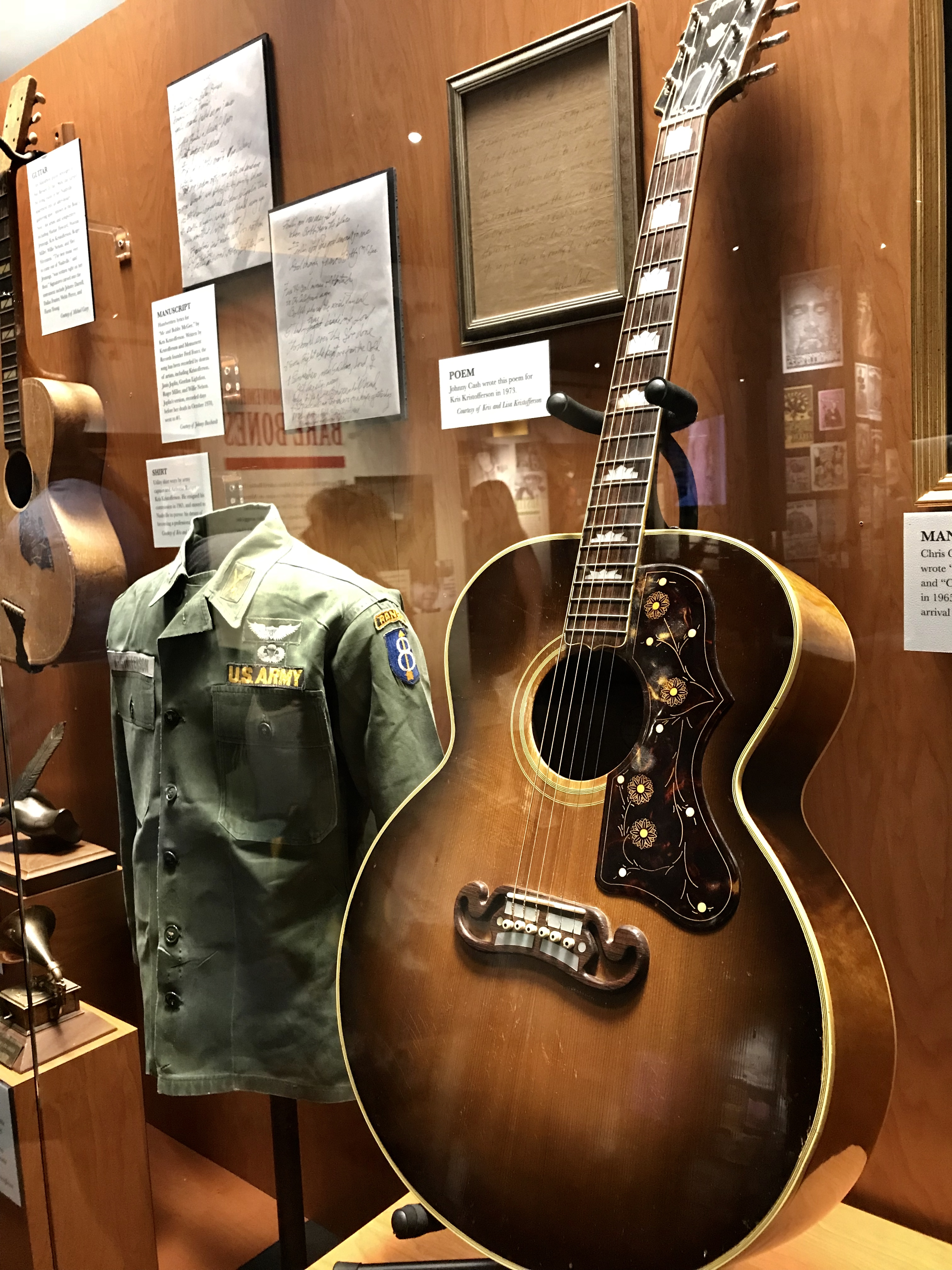
Гитара Клемента (Gibson SJ-200 1952 г.) в Зале славы и музее кантри, 2018 г.

| Год  | Категория               | Работа                                                                          | Итог   | Прим.  |
| ---- | ----------------------- | ------------------------------------------------------------------------------- | ------ | ------ |
| 1958 | Citation of Achievement | «Guess Things Happen That Way» (исп. Джонни Кэш)                                | Победа | [ 51 ] |
| 1958 | Citation of Achievement | «Ballad of a Teenage Queen» (исп. Джонни Кэш)                                   | Победа | [ 51 ] |
| 1960 | Citation of Achievement | «I Know One» (исп. Джим Ривз)                                                   | Победа | [ 52 ] |
| 1960 | Citation of Achievement | «Miller’s Cave» (исп. Хэнк Сноу)                                                | Победа | [ 52 ] |
| 1963 | Citation of Achievement | «A Girl I Used to Know» (исп. Джордж Джонс)                                     | Победа | [ 53 ] |
| 1963 | Citation of Achievement | «Not What I Had in Mind» (исп. Джордж Джонс)                                    | Победа | [ 53 ] |
| 1964 | Citation of Achievement | «Miller’s Cave» (исп. Бобби Бэр)                                                | Победа | [ 54 ] |
| 1966 | Citation of Achievement | «The One on the Right Is on the Left» (исп. Джонни Кэш)                         | Победа | [ 55 ] |
| 1970 | Citation of Achievement | «California Girl and the Tennessee Square» (исп. Tompall & the Glaser Brothers) | Победа | [ 56 ] |
| 1970 | Citation of Achievement | «Girl I Used to Know» (исп. Портер Вагонер и Долли Партон)                      | Победа | [ 56 ] |

### ASCAP Country Awards
Награда компании ASCAP авторам, издателям, продюсерам и исполнителям наиболее ротируемых кантри-песен года.
Первая победа получена Клементом в качестве автора; остальные — в качестве продюсера.
| Год  | Категория                    | Работа                                                         | Итог   | Прим.  |
| ---- | ---------------------------- | -------------------------------------------------------------- | ------ | ------ |
| 1967 | Most Performed Country Songs | «Does My Ring Hurt Your Finger» (исп. Чарли Прайд)             | Победа | [ 57 ] |
| 1967 | Most Performed Country Songs | «Does My Ring Hurt Your Finger» (исп. Чарли Прайд)             | Победа | [ 57 ] |
| 1970 | Most Performed Country Songs | «All That Keeps Ya Goin'» (исп. Tompall & the Glaser Brothers) | Победа | [ 58 ] |
| 1970 | Most Performed Country Songs | «Johnny’s Cash and Charley’s Pride» (исп. Мак Уайзман)         | Победа | [ 58 ] |
| 1972 | Most Performed Country Songs | «All His Children» (исп. Чарли Прайд)                          | Победа | [ 59 ] |
| 1972 | Most Performed Country Songs | «I Saw My Lady» (исп. Дики Ли)                                 | Победа | [ 60 ] |

### Grammy Awards
Награда Национальной академии искусства и науки звукозаписи. Клемент номинировался как продюсер.
| Год  | Категория                          | Работа                                                          | Итог      | Прим.  |
| ---- | ---------------------------------- | --------------------------------------------------------------- | --------- | ------ |
| 1968 | «Лучшая кантри-энд-вестерн запись» | «Through the Eyes of Love» (исп. Tompall & the Glaser Brothers) | Номинация | [ 61 ] |
| 1968 | «Лучшая кантри-энд-вестерн запись» | «Does My Ring Hurt Your Finger» (исп. Чарли Прайд)              | Номинация | [ 61 ] |

### SESAC Country Music Awards
Награда компании SESAC авторам, издателям, продюсерам и исполнителям наиболее ротируемых кантри-песен года. Клемент номинировался как продюсер.
| Год  | Категория     | Номинант     | Итог   | Прим.  |
| ---- | ------------- | ------------ | ------ | ------ |
| 1969 | A&R producers | Джек Клемент | Победа | [ 62 ] |
| 1971 | A&R producers | Джек Клемент | Победа | [ 63 ] |

### Иные почести
Прочие награды и почётные статусы.
| Год  | Название — категория                                                         | Работа/номинант                              | Итог   | Прим.  |
| ---- | ---------------------------------------------------------------------------- | -------------------------------------------- | ------ | ------ |
| 1967 | NSAI Songwriter Achievement Award                                            | «Just Between You and Me» (исп. Чарли Прайд) | Победа | [ 64 ] |
| 1973 | Посвящение в Зал славы авторов песен Нэшвилла                                | Джек Клемент                                 | Победа | [ 65 ] |
| 2004 | Americana Music Honors & Awards — Lifetime Achievement Award for Songwriting | Джек Клемент                                 | Победа | [ 66 ] |
| 2009 | Звезда на Music City Walk of Fame                                            | Джек Клемент                                 | Победа | [ 67 ] |
| 2013 | Посвящение в Зал славы кантри                                                | Джек Клемент                                 | Победа | [ 68 ] |
| 2013 | ACM Awards — Poet’s Award                                                    | Джек Клемент                                 | Победа | [ 69 ] |
| 2017 | Посвящение в Зал музыкальной славы Мемфиса                                   | Джек Клемент                                 | Победа | [ 70 ] |

## Дискография

### Как артист
Альбомы
| Год  | Название                     | Прим.  |
| ---- | ---------------------------- | ------ |
| 1978 | All I Want to Do in Life     | [ 44 ] |
| 2004 | Guess Things Happen That Way | [ 44 ] |
| 2014 | For Once and For All         | [ 44 ] |

Синглы
| Год  | Название                                                                         | Высшая позиция | Прим.  |
| Год  | Название                                                                         | США Кантри     | Прим.  |
| ---- | -------------------------------------------------------------------------------- | -------------- | ------ |
| 1958 | «Ten Years» / «Your Lover Boy»                                                   | —              | [ 72 ] |
| 1958 | «The Black Haired Man» / «Wrong»                                                 | —              | [ 72 ] |
| 1959 | «Whole Lotta Lookin'» / «Edge of Town»                                           | —              | [ 72 ] |
| 1963 | «Time After Time After Time» / «My Voice Is Changing»                            | —              | [ 72 ] |
| 1972 | «The One on the Right Is the One on the Left» / «The Child That’s in the Manger» | —              | [ 72 ] |
| 1973 | «She Thinks I Still Care» / «Never Give a Heartache a Place to Go»               | —              | [ 72 ] |
| 1973 | «Steal Away» / (Би-сайд неизвестен)                                              | —              | [ 72 ] |
| 1974 | «The One on the Right Is on the Left» / «Feet»                                   | —              | [ 72 ] |
| 1977 | «Just Because You Ask Me To» / «When I Dream»                                    | —              | [ 72 ] |
| 1978 | «We Must Believe in Magic» / «When I Dream»                                      | 86             | [ 72 ] |
| 1978 | «All I Want to Do in Life» / «lt’ll Be Her»                                      | 84             | [ 72 ] |
| 1978 | «Gone Girl» / «There She Goes»                                                   | —              | [ 72 ] |

### Как автор песен
Избранные хиты
| Название                                                                            | Исполнители                   | Год  | Высшая позиция | Высшая позиция | Прим.  |
| Название                                                                            | Исполнители                   | Год  | США Кантри     | США Поп        | Прим.  |
| ----------------------------------------------------------------------------------- | ----------------------------- | ---- | -------------- | -------------- | ------ |
| «Ballad of a Teenage Queen»                                                         | Джонни Кэш                    | 1958 | 1              | 14             | [ 73 ] |
| «Ballad of a Teenage Queen»                                                         | Розанна Кэш                   | 1989 | 45             | —              | [ 73 ] |
| «Does My Ring Hurt Your Finger» (в соавт. с Джерри Кратчфилдом и Доном Робертсоном) | Чарли Прайд                   | 1967 | 4              | —              | [ 73 ] |
| «Everybody Loves a Nut»                                                             | Джонни Кэш                    | 1966 | 17             | 96             | [ 73 ] |
| «Guess Things Happen That Way»                                                      | Джонни Кэш                    | 1958 | 1              | 11             | [ 73 ] |
| «I Know One»                                                                        | Джим Ривз                     | 1960 | 6              | 82             | [ 73 ] |
| «I Know One»                                                                        | Чарли Прайд                   | 1967 | 6              | —              | [ 73 ] |
| «It’ll Be Me»                                                                       | Том Джонс                     | 1983 | 34             | —              | [ 73 ] |
| «It’s Just About Time»                                                              | Джонни Кэш                    | 1959 | 30             | 47             | [ 73 ] |
| «Just Between You and Me»                                                           | Чарли Прайд                   | 1967 | 9              | —              | [ 73 ] |
| «Just Someone I Used to Know» (она же «A Girl I Used to Know»)                      | Джордж Джонс                  | 1962 | 3              | —              | [ 73 ] |
| «Just Someone I Used to Know» (она же «A Girl I Used to Know»)                      | Портер Вагонер и Долли Партон | 1969 | 5              | —              | [ 73 ] |
| «Katy Too» (в соавт. с Джонни Кэшем)                                                | Джонни Кэш                    | 1959 | 11             | 66             | [ 73 ] |
| «Let the Chips Fall»                                                                | Чарли Прайд                   | 1968 | 4              | —              | [ 73 ] |
| «Miller’s Cave»                                                                     | Хэнк Сноу                     | 1960 | 9              | —              | [ 73 ] |
| «Miller’s Cave»                                                                     | Бобби Бэр                     | 1964 | 4              | 33             | [ 73 ] |
| «Not What I Had in Mind»                                                            | Джордж Джонс                  | 1963 | 7              | —              | [ 73 ] |
| «The One on the Right Is on the Left»                                               | Джонни Кэш                    | 1966 | 2              | 46             | [ 73 ] |
| «Through the Eyes of Love» (в соавт. с Миттом Аддингтоном)                          | Tompall & the Glaser Brothers | 1967 | 27             | —              | [ 73 ] |

### Как продюсер
Избранные альбомы
| Год  | Артист                        | Название                          | Прим.  |
| ---- | ----------------------------- | --------------------------------- | ------ |
| 1960 | Дел Вуд                       | Flivvers, Flappers & Foxtrots     | [ 75 ] |
| 1966 | Бен Колдер                    | Big Ben Strikes Again             | [ 75 ] |
| 1966 | Чарли Прайд                   | Country Charley Pride             | [ 75 ] |
| 1967 | Бен Колдер                    | Wine, Women and Song              | [ 75 ] |
| 1967 | Чарли Прайд                   | The Country Way                   | [ 75 ] |
| 1967 | Tompall & the Glaser Brothers | Tompall & the Glaser Brothers     | [ 75 ] |
| 1968 | Таунс Ван Зандт               | For the Sake of a Song            | [ 75 ] |
| 1969 | Tompall & the Glaser Brothers | Through the Eyes of Love          | [ 75 ] |
| 1968 | Чарли Прайд                   | Songs of Pride…Charley, That Is   | [ 75 ] |
| 1969 | Таунс Ван Зандт               | Our Mother the Mountain           | [ 75 ] |
| 1969 | Чарли Прайд                   | In Person at Panther Hall         | [ 75 ] |
| 1969 | Чарли Прайд                   | The Sensational Charley Pride     | [ 75 ] |
| 1970 | Чарли Прайд                   | Charley Pride’s 10th Album        | [ 75 ] |
| 1970 | Чарли Прайд                   | From Me to You                    | [ 75 ] |
| 1970 | The Stonemans                 | Dawn of the Stonemans Age         | [ 75 ] |
| 1971 | Луис Армстронг                | Country and Western               | [ 75 ] |
| 1971 | Чарли Прайд                   | Did You Think to Pray?            | [ 75 ] |
| 1971 | Мак Уайзман и Лестер Флэтт    | Lester & Mac                      | [ 75 ] |
| 1971 | Чарли Прайд                   | Charley Pride Sings Heart Songs   | [ 75 ] |
| 1972 | Док Уотсон                    | Elementary Doctor Watson          | [ 75 ] |
| 1972 | Таунс Ван Зандт               | Late Great Townes Van Zandt       | [ 75 ] |
| 1973 | Док и Мерл Уотсон             | Then and Now                      | [ 75 ] |
| 1973 | Чарли Прайд                   | Songs of Love by Charley Pride    | [ 75 ] |
| 1974 | Док и Мерл Уотсон             | Two Days in November              | [ 75 ] |
| 1975 | Уэйлон Дженнингс              | Dreaming My Dreams                | [ 75 ] |
| 1976 | Дики Ли                       | Ashes of Love                     | [ 75 ] |
| 1980 | Джонни Кэш                    | Rockabilly Blues                  | [ 75 ] |
| 1984 | Джон Хартфорд                 | Gumtree Canoe                     | [ 75 ] |
| 1987 | Таунс Ван Зандт               | At My Window                      | [ 75 ] |
| 1988 | The Carter Family             | Wildwood Flower                   | [ 75 ] |
| 1988 | Джон Хартфорд                 | Annual Waltz                      | [ 75 ] |
| 1988 | Джонни Кэш                    | Water from the Wells of Home      | [ 75 ] |
| 1989 | Джон Хартфорд                 | Oh Me Oh My How the Time Does Fly | [ 75 ] |
| 1992 | Марти Стюарт                  | Let There Be Country              | [ 75 ] |
| 1995 | Джонни Кэш                    | Wanted Man                        | [ 75 ] |
| 2005 | Эдди Арнольд                  | After All These Years             | [ 75 ] |

Фильмы
| Год  | Название                                                                  | Прим.  |
| ---- | ------------------------------------------------------------------------- | ------ |
| 1972 | Dear, Dead Delilah                                                        | [ 12 ] |
| 2005 | Cowboy Jack’s Home Movies                                                 | [ 1 ]  |
| 2007 | Shakespeare Was a Big George Jones Fan: Cowboy Jack Clement’s Home Movies | [ 1 ]  |

## Полезные ссылки
- Speaking Freely: Jack Clement на YouTube — интервью Клемента каналу Freedom Forum (2003)
- Cowboy Jack Clement Over the Years на сайте The Tennessean — фотогалерея с комментариями (2014)

## Комментарии
1. ↑  Одну из главных ролей в картине (и свою последнюю роль в кино вообще) сыграла Агнес Мурхед[12].
2. ↑  В этой категории вручаются две награды: одну присуждает жюри, а другую — публика. Спродюсированный Клементом фильм награждён по итогам зрительского голосования. На том же фестивале лента получила приз в номинации Tennessee Independent Spirit Award. Обе награды присуждены режиссёрами картины — Роберту Гордону и Моргану Невиллу[37]
3. 1 2  Формально соавтором песни указан не Джек Клемент, а его жена Дорис Клемент. Её имя было использовано для копирайта, поскольку у Клемента был контракт с BMI, а эту композицию авторы решили зарегистрировать в ASCAP[74].